# Ludolf de Jongh
Ludolf de Jongh, també anomenat Leuff o Leuven, (Overschie, Rotterdam, 1616 – Hillegersberg, Rotterdam, 1679) fou un pintor barroc  neerlandès de retrats, escenes de gènere i paisatges urbans.
Deixeble a Rotterdam de Cornelis Saftleven, va continuar els seus estudis a Delft amb Anthonie Palamedesz i a Utrecht amb Jan van Bijlert. Entre 1635 i 1642 va residir a París encara que es desconeix quina era la seva ocupació allí. El 1643 havia tornat a Rotterdam, corresponent a aquest moment són les seves primeres obres conegudes, i el 1665, com a oficial de la milícia ciutadana, va fixar la seva residència a Hillegersberg, actualment un barri de Rotterdam, on va morir entre el 27 de maig i el 8 de setembre de 1679. Va tenir com a deixebles a Pieter de Hooch i a Jacob Ochtervelt.
Les seves pintures de gènere fan prova de la influència dels caravaggistes d'Utrecht, encara que ell va evolucionar cap a la creació d'espais més clarament definits i il·luminats. De diferent manera, els seus retrats de dames, elegantment vestides de negre i amb colls d'encaix, segueixen la sòbria tradició del retrat neerlandès conforme a l'après amb Palamedsz, encara que amb una tècnica de pinzellada més fluïda que li va a permetre una major atenció a la psicologia de les retratades sense renunciar a la minuciositat en els adorns gràcies a la precisió del seu dibuix.